# Millenniumi emlékmű
A millenniumi emlékmű avagy ezredévi emlékmű Budapesten, a városligeti Hősök terén található emlékmű, mely a magyar honfoglalás ezeréves jubileumának állít emléket. Az emlékmű az 1896-os millenniumi ünnepségekre szánt számtalan építészeti és városfejlesztési beruházás (Ferenc József híd, Nagykörút, Millenniumi Földalatti Vasút, Országház stb.) egyik ékköve, ami azonban a késlekedések miatt csak tíz évvel később, 1906-ra készült el. Tervezője Schickedanz Albert, az eredeti szobrainak többsége pedig Zala György munkája volt, amelyek utólsóit 1926-ban fejezte be.
Az emlékmű előtt az első világháború hőseire emlékezve elhelyezték a hősök emlékkövét amelyet a Hősök Emlékét Megörökítő Országos Bizottság tervezett. Az emlékkövet és az emlékművet 1929. május 26-án, a Magyar hősök emléknapjá avatták fel. A második világháború után a Habsburg-házból származó uralkodók szobrainak helyére nemzeti panteonként a különböző magyar szabadságküzdelmek vezető alakjainak szobrait helyezték el.

## Története
A magyar honfoglalás ezeréves jubileumára szánt szoboregyüttest 1898-ban kezdték építeni a Zsigmondy Vilmos geológus által 1868-ban fúrt artézi kút fölé, nem kis részben azért is, hogy demonstrálja, a magyarok is képesek olyan önálló gazdasági, tudományos és művészeti alkotásokat felmutatni, amikre az egész világ felfigyelhet. Részei az egész magyar történelem szinte minden fontos részletét felidézik. A szoboregyüttes 1906-ban, a négy allegorikus szobor (Háború, Béke, Munka és Jólét, Tudás és Dicsőség) felhelyezésével készült el. A bronzszobrokat Zala György tervezte és többségében kivitelezte, közülük Gábriel arkangyal szobra elnyerte az 1900-as párizsi világkiállítás nagydíját is.
A szoborcsoport elé helyezték el az első világháborús hősök tiszteletére készült Hősök emlékkövét, melyet 1929. május 26-án, a hősök napján avatott fel Horthy Miklós, Magyarország kormányzója. Bár a világháború veszteségei ihlették, mégsem katonasír vagy világháborús emlékmű volt, inkább a magyar irredentizmust szolgálta. Az eredeti kőtömb a második világháborúban megsérült, majd ezt követően (a Millenniumi emlékmű Habsburg királyokat ábrázoló szobraival együtt) eltávolították. Bár a szobrokat hamar pótolták (a Habsburgok szobrai helyére a magyar nemzeti szabadságküzdelmek vezető alakjai kerültek), a hősök emlékköve helyére csak 1956 tavaszán került vissza egy kisebb alkotás. A Gebhardt Béla tervei nyomán készült 2,4 méter széles, 4,5 méter hosszú és 0,5 méter magas monolit kőtömb szintén dísztelen; 1956. április 3-án katonai tiszteletadás keretében avatták fel.
A Millenniumi emlékmű a Hősök emlékkövével együtt 2000–2001 között teljes rekonstrukción esett át, majd 2001. augusztus 18-án ismét felavatták. Az Országgyűlés 2001-ben a magyar hősök emlékének megörökítéséről és a magyar hősök emlékünnepéről szóló 2001. évi LXIII. törvénnyel mindkettőt nemzeti emlékhellyé nyilvánította. Ekkor került az oldalára a következő felirat: Hőseink emlékére.

## Leírása
|  |  |  |  |  |
|  |  |  |  |  |

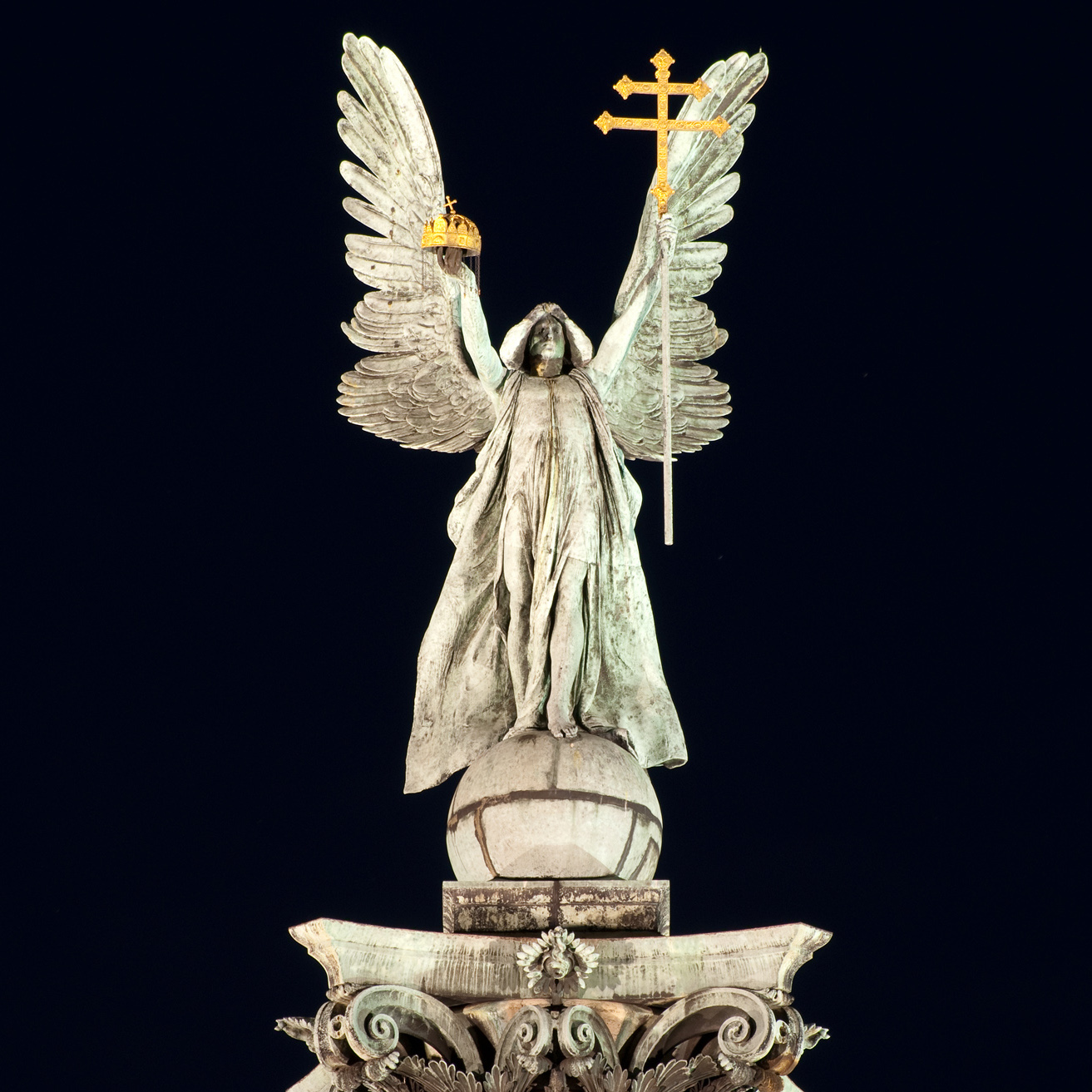
Az emlékmű központi eleme Gábriel arkangyal a Szent Koronával

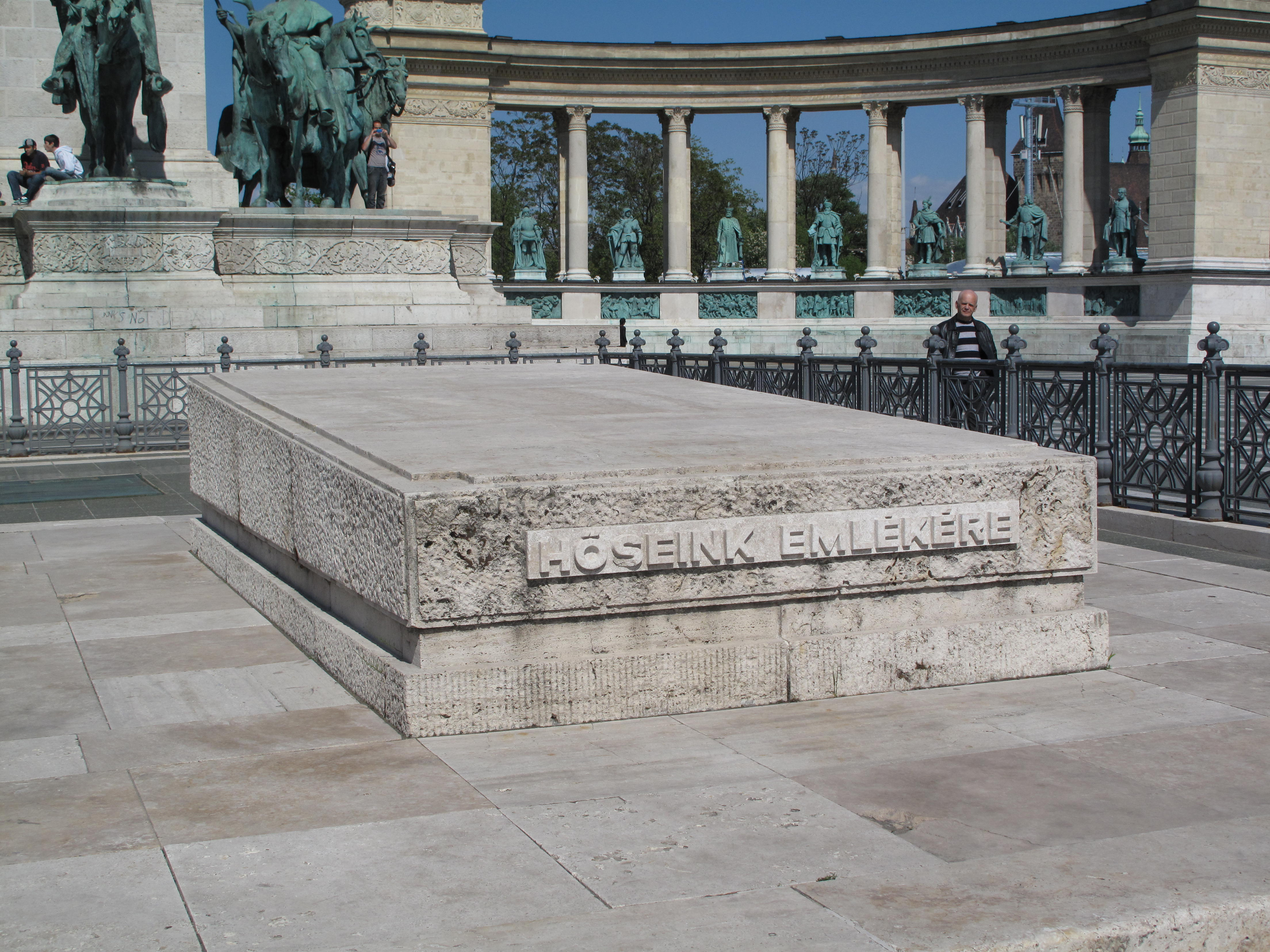
A hősök emlékköve

Középen a 36 méter magas oszlopon a kitárt szárnyú Gábriel („Isten embere”, „Isten ereje” vagy „Isten erősnek bizonyult”) arkangyal szobra áll, mely közel 5 méter magas, egyik kezében a magyar koronát, a másikban az apostoli kettős keresztet emeli a magasba, épp úgy, ahogy a legenda szerint az államalapító, Szent István álmában tette.
Az emlékmű eklektikus stílusban épült, félköríves alakban, 85 méter széles, 25 m mély, magassága 13 m, a két oszlopcsarnok között a távolság 20 méter. A bal és a jobb oszlopcsarnokban a magyar történelem 7–7 neves személyiségének bronzszobra áll, míg a nyitott szoborfülkék kőlábazatán elhelyezett domborművek az adott személyiség korára vagy tevékenységére jellemző történelmi jelenetet ábrázolják.
A középső oszlop talapzatánál a honfoglaló hét vezér, balra (hátulról előre) Töhötöm, Ond, Kond, jobbra (hátulról előre) Tas, Huba, Előd, élükön Árpád magyar fejedelemmel.
A Hősök emlékköve és Árpád vezér szobra között fekvő fémlap egy hévizes artézi kutat rejt. A kutat Zsigmondy Vilmos kezdte el fúrni 1868-ban, és 1877. június 4-én talált rá a hévízre 970 méter mélyen.
Az oszlopcsarnokok sarokpillérein, belül, egymással szemben, a két kolonnád tetején a Háború és a Béke kétlovas kocsijai, kívül pedig a Munka és a Jólét, illetve a Tudás és a Dicsőség allegorikus bronzfigurái állnak.
A bal oldali oszlopcsarnok szobrai és domborművei (balról jobbra):
| A szobor (Alkotója és a felállítás éve)      | A dombormű és felirata (Alkotója) | A dombormű sorsa                                                                   |
| -------------------------------------------- | --- | ---------------------------------------------------------------------------------- |
| Szent István király (Senyei Károly, 1911)    | István az 1000. év karácsonyán koronát kap a pápától. (Zala György)                                                                            |                                                                                    |
| Szent László király (Telcs Ede, 1911)        | László legyőzi a leányrabló kun vitézt. (Zala György)                                                                                          |                                                                                    |
| Könyves Kálmán király (Füredi Richárd, 1906) | Kálmán király eltiltja a boszorkányégetést. (Antal Károly)                                                                                     | Eredetileg a „Dalmácia meghódítása” dombormű volt itt, amit Zala György készített. |
| II. András király (Senyei Károly, 1912)      | II. András kereszteshadjáratot vezet Jeruzsálem felszabadítására. (Zala György)                                                                |                                                                                    |
| IV. Béla király (Köllő Miklós, 1905)         | IV. Béla a tatárjárás után felépíti az országot. (Zala György)                                                                                 |                                                                                    |
| Károly Róbert király (Kiss György, 1905)     | (Nincs felirat. A dombormű a morvamezei csatát ábrázolja, ahol IV. (Kun) László harcolt Habsburg Rudolf oldalán a csehek ellen.) (Zala György) |                                                                                    |
| Nagy Lajos király (Zala György, 1926)        | Nagy Lajos bevonul Nápolyba 1348 (Zala György)                                                                                                 |                                                                                    |

A jobb oldali oszlopcsarnok szobrai és domborművei (balról jobbra):
| A szobor (Alkotója és a felállítás éve, a szobor sorsa)             | Eredeti szobor (Alkotója és a felállítás éve, a szobor sorsa) | A dombormű és felirata (Alkotója)                                                    | Az eredeti dombormű (Alkotója)                                            |
| ------------------------------------------------------------------- | --- | ------------------------------------------------------------------------------------ | ------------------------------------------------------------------------- |
| Hunyadi János (Margó Ede, 1906)                                     | | Hunyadi nándorfehérvári győzelmével megállítja a török hódítókat. (Zala György)      |                                                                           |
| Mátyás király (Zala György, 1905)                                   | | Mátyás király tudósai körében. (Zala György)                                         |                                                                           |
| Bocskai István (Holló Barnabás, 1903) (Áthelyezve a Köröndről.)     | I. Ferdinánd (Margó Ede, 1905) (1945-ben eltávolították, jelenleg restaurálás alatt.)                                                                                            | Bocskai hajdúi harcban a császári zsoldosokkal. (Marton László)                      | Az egri vár védelme 1552 (Zala György) (Jelenleg az egri várban látható.) |
| Bethlen Gábor (ifj. Vastagh György, 1902) (Áthelyezve a Köröndről.) | III. Károly (Telcs Ede, 1912) (1945-ben eltávolították, jelenleg restaurálás alatt.)                                                                                             | Bethlen szövetséget köt a csehekkel. (Szabó István)                                  | Zentai csata. (Zala György)                                               |
| Thököly Imre (Grantner Jenő, 1954)                                  | Mária Terézia (Zala György, 1911) (A II. világháború alatt összetört, 2002-ben restaurálták, előbb a Szépművészeti Múzeum aulájában, 2011-től a gödöllői kastély kertjében áll.) | Thököly kurucai a szikszói harcban legyőzik a labancokat 1679 (Grantner Jenő)        | „Vitam et sanguinem pro rege nostra Maria Theresia.” (Zala György)        |
| II. Rákóczi Ferenc (Kisfaludi Strobl Zsigmond, 1955)                | II. Lipót (Füredi Richárd, 1905) (A II. világháború alatt összetört.) | Esze Tamás jobbágyseregével fogadja a hazatérő Rákóczit. (Kisfaludi Strobl Zsigmond) | A Korona visszahozatala Budára. (Zala György)                             |
| Kossuth Lajos (Kisfaludi Strobl Zsigmond, 1955)                     | I. Ferenc József (Zala György, 1906) (1918–19-ben összetörték.) (Zala György, 1926, más ruhában.) (1945-ben eltávolították, jelenleg restaurálás alatt.)                         | Kossuth fegyverbe hívja az Alföld népét. (Kisfaludi Strobl Zsigmond)                 | I. Ferenc József koronázása 1867. VII. 8. (Zala György)                   |

## Másolata Sanghaj mellett
A neves magyar emlékműnek létezik egy 90%-os másolata Sanghajtól nem messze, az ún. Shanghai Global Paradise nevű szórakoztató parkban, a világ más nevezetességeinek másolata között (pl. a gízai piramisok, a berlini Brandenburgi kapu, szélmalmok Hollandiából, Michelangelo Dávid-szobra és a Rushmore-hegybe vésett amerikai elnökszobrok). 1996-os megnyitása óta állapota jelentősen leromlott; 2005-ös hírek szerint az alacsonyabban elhelyezkedő szobrok mind megsemmisültek, a magasabban állók közül néhány még úgy-ahogy bírja.